# Islote Mercedes
Die Islote Mercedes (spanisch) ist eine kleine Insel im Archipel der Biscoe-Inseln westlich der Antarktischen Halbinsel. Sie liegt in der Gruppe der Lorn Rocks.
Argentinische Wissenschaftler benannten sie. Der weitere Benennungshintergrund ist nicht überliefert.